# Grit (film)
Pour les articles homonymes, voir Grit.
Pour plus de détails, voir Fiche technique et Distribution.
Grit est un film américain réalisé par Frank Tuttle, sorti en 1924.

## Synopsis
Après que son père, un ancien tireur, ait été tué par un gang, Kid Hart se voit contraint de rejoindre ce même gang par peur de représailles. Inspiré par son amour pour Orchid McGonigle, un autre membre du gang déterminé à changer de vie, Kid surmonte sa peur au moment crucial, sauve la situation, puis épouse la jeune femme.

## Fiche technique
- Titre : Grit
- Réalisation : Frank Tuttle
- Scénario : James Ashmore Creelman d'après le roman de F. Scott Fitzgerald
- Photographie : Fred Waller (en)
- Pays d'origine : États-Unis
- Format : Noir et blanc - 1,33:1 - Film muet
- Genre : drame
- Date de sortie : 1924

## Distribution
- Glenn Hunter : Kid Hart
- Dore Davidson (en) : Pop Finkle
- Clara Bow : Orchid McGonigle

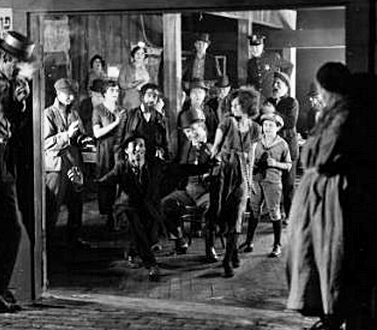
Clara Bow dans une scène du film.

- Osgood Perkins : Boris Giovanni Smith
- Roland Young : Houdini Hart